# Piaski (gromada w powiecie lubelskim)
Piaski – dawna gromada, czyli najmniejsza jednostka podziału terytorialnego Polskiej Rzeczypospolitej Ludowej w latach 1954–1972.
Gromady, z gromadzkimi radami narodowymi (GRN) jako organami władzy najniższego stopnia na wsi, funkcjonowały od reformy reorganizującej administrację wiejską przeprowadzonej jesienią 1954 do momentu ich zniesienia z dniem 1 stycznia 1973, tym samym wypierając organizację gminną w latach 1954–1972.
Gromadę Piaski z siedzibą GRN w Piaskach (wówczas wsi) utworzono – jako jedną z 8759 gromad na obszarze Polski – w powiecie lubelskim w woj. lubelskim na mocy uchwały nr 12 WRN w Lublinie z dnia 5 października 1954. W skład jednostki weszły obszary dotychczasowych gromad Piaski, Giełczew i Kębłów ze zniesionej gminy Piaski w tymże powiecie. Dla gromady ustalono 27 członków gromadzkiej rady narodowej.
1 stycznia 1960 do gromady Piaski włączono obszary zniesionych gromad Gardzienice i Józefów, a także wieś i kol. Brzezice, wieś i kol. Brzeziczki oraz kol. Siedliszczki ze zniesionej gromady Brzezice w tymże powiecie.
Gromada przetrwała do końca 1972 roku, czyli do kolejnej reformy gminnej. 1 stycznia 1973 w powiecie lubelskim reaktywowano gminę Piaski (od 1999 gmina Piaski znajduje się w powiecie świdnickim w woj. lubelskim).